# عمارة عثمانية

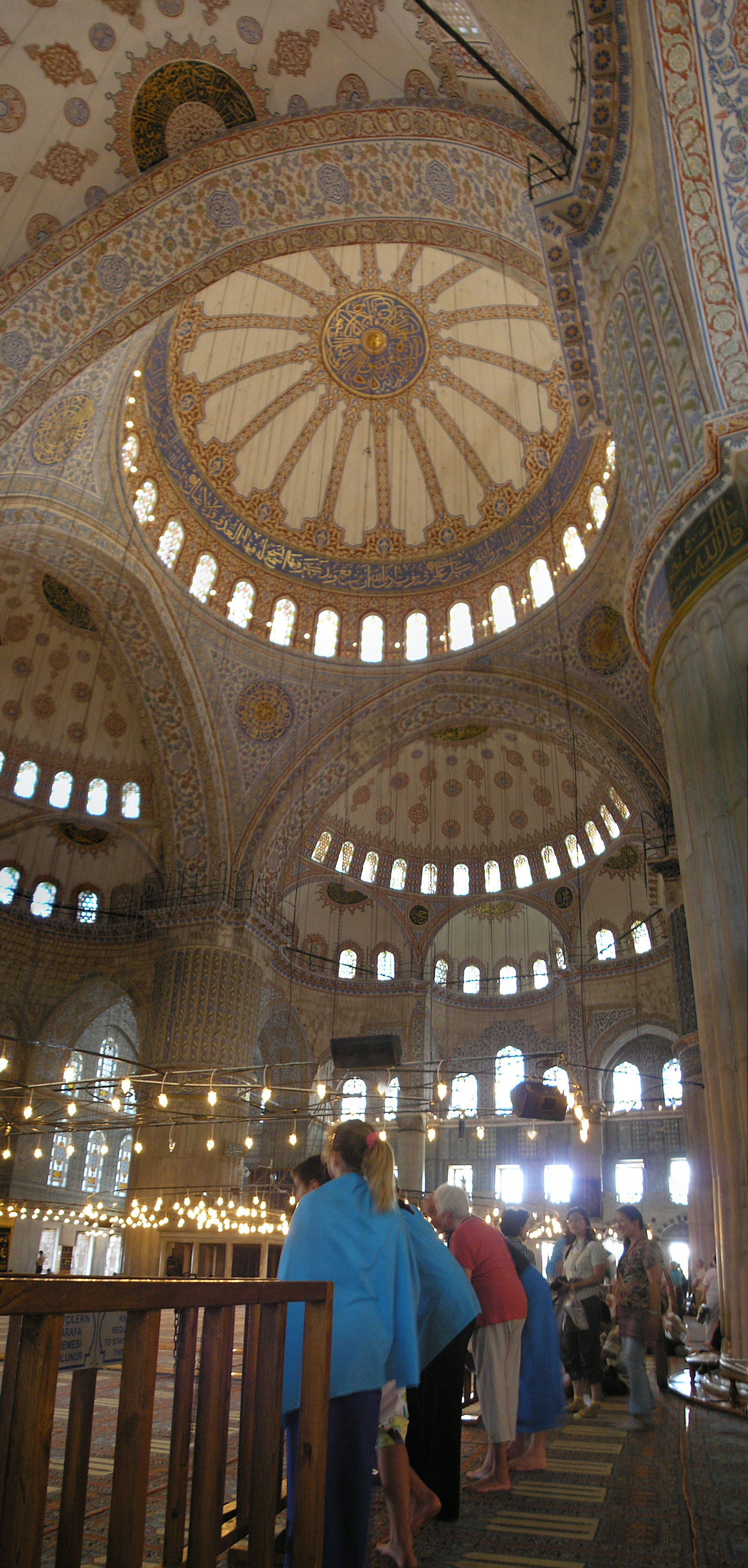
سقف جامع السلطان أحمد (الجامع الأزرق) في إسطنبول.

العمارة العثمانية الهندسة والتصميم المعماري المُميّز للإمبراطورية العثمانية، وظهر هذا الطراز في مدينتي بورصة وأدرنة في القرنين الرابع عشر والخامس عشر. طورت من العمارة السلجوقية السابقةِ وتُأثّرتْ بالعمارة الإيرانية، وإلى أكبر مدى تأثرت بالهندسة العمارة البيزنطية، بالإضافة إلى تقاليد المماليك الإسلامية بعد فتح العثمانيين لتقريباً 500 سنة. الأعمال البيزنطيةِ المعمارية مثل كنيسة آية صوفيا أُخذت كنماذج للعديد من المساجد العُثمانية. الهندسة المعمارية العُثمانية وُصِفت كتجانس التقاليد المعمارية للبحر الأبيض المتوسط والشرق الأوسط.

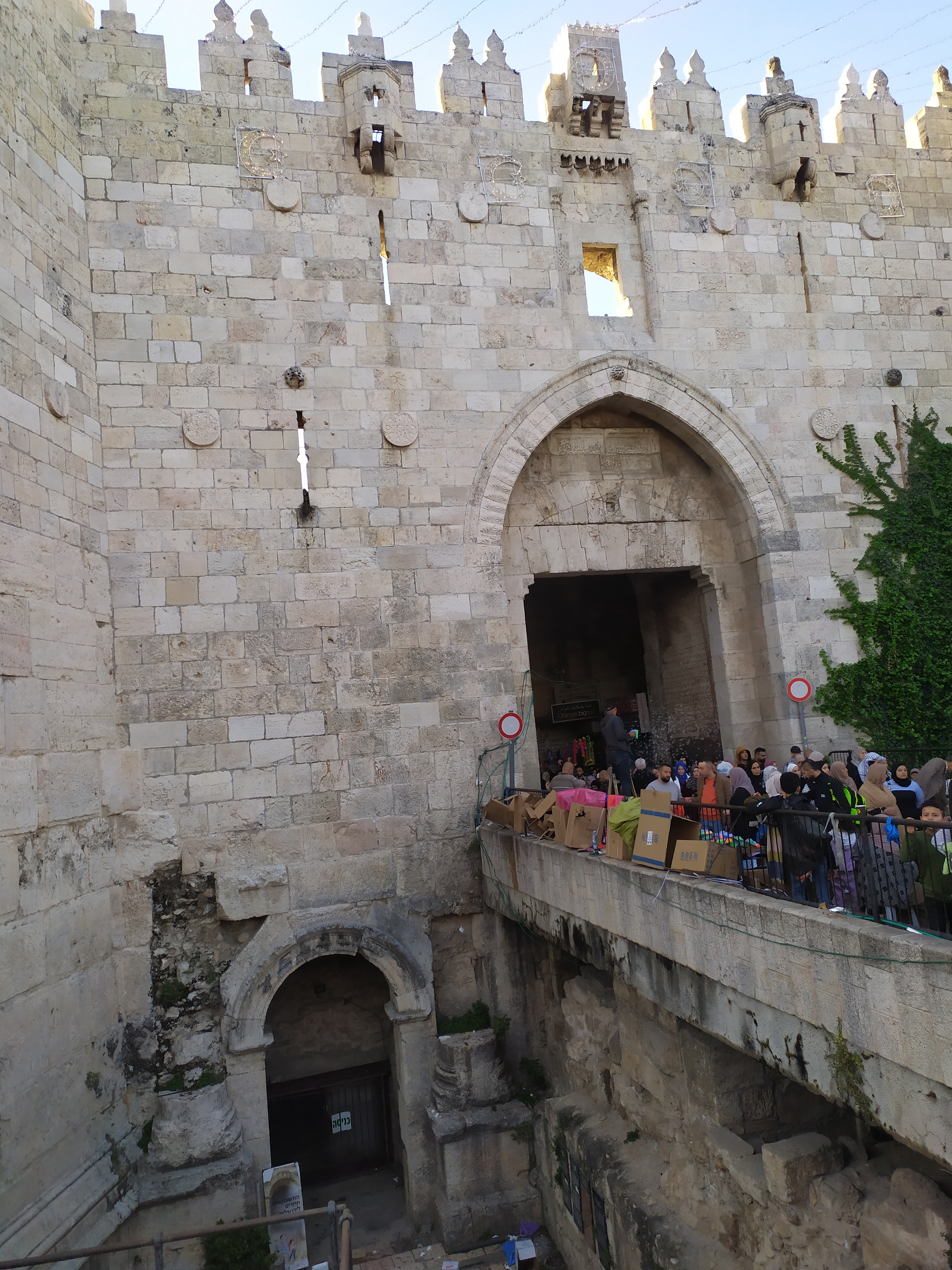
باب العامود في القدس ،أحد أبواب سور القدس، وأحد المعالم التاريخية،بني في العهد العثماني

أتقن العثمانيون تقنيةَ فراغاتِ البناء الواسعةِ الداخليةِ التي انحصرت بالقبب الهائلةِ لحد الآن عديمة الوزنِ على ما يبدو والتي تنجز انسجام مثالي بين الفراغات الداخلية والخارجية بالإضافة إلى الضوء والظلِّ الموضوع. الهندسة المعمارية الدينية الإسلامية التي حتى ذلك الحين شملت البنايات البسيطة بالزينة الشاملة، حوّلت من قبل العثمانيين من خلال مفردات معمارية ديناميكية مثل المدافن والقباب.

## الفترة العثمانية المبكرة
تشكل الفترة الواقعة بين عام 1299 وعام 1453 الفترة العثمانية المبكرة أو الأولى، حينها كان الفن العثماني ما يزال يبحث عن أفكار جديدة. شهدت هذه الفترة ثلاثة أنواع من المساجد هي: مساجد متعددة المستويات والمساجد وحيدة القبة والمساجد منحنية الزوايا. يُعد مسجد حاجي أوزبك في إزنيق (1333) أول مركز مهم للفن العثماني وهو أول مثال على مسجد عثماني ذو قبة واحدة.

## فترة بورصة (1299- 1437)
تطور النمط المعماري المقبب من بورصة وأدرنة. كان المسجد المقدس في بورصة أول مسجد سلجوقي يُحول إلى مسجد مقبب. كانت أدرنة آخر عاصمة عثمانية قبل إسطنبول، وفيها نشهد المراحل النهائية في التطور المعماري التي بلغت ذروتها في بناء مساجد إسطنبول العظيمة. تُعتبر بعض المباني التي شُيدت في إسطنبول خلال الفترة الواقعة بين الاستيلاء على المدينة وبناء مسجد بيازيد الثاني في إسطنبول، أعمالًا متأخرة من الفترة المبكرة تمتزج فيها أعمال الفترة الكلاسيكية مع تأثيرات فترة بورصة. من بينها مسجد الفاتح (1470) ومسجد محمود باشا وكشك البلاط وقصر طوب قابي. دمج العثمانيون المساجد في المجتمع وأضافوا إليها مطابخ الحساء والمدارس اللاهوتية والحمامات التركية والمقابر.

## الفترة الكلاسيكية (1437- 1703)
تُعد الفترة الكلاسيكية للعمارة العثمانية تطورًا للنهج السابقة إلى حد كبير، لأنها تطورت على مدار القرن الخامس عشر وأوائل القرن السادس عشر، وترتبط بداية الفترة الكلاسيكية ارتباطًا وثيقًا بأعمال ميمار سنان. شهدت العمارة العثمانية في هذه الفترة وخاصة بأعمال المعماري سنان والأعمال التي تأثرت به، توحيدًا جديدًا ومواءمة بين الأجزاء والعناصر والتأثيرات المعمارية المختلفة التي استوعبتها العمارة العثمانية سابقًا ولكنها لم تتوافق بعد مع ما يُعرف بالكل الجامع. كما من قبل، كانت العمارة الكلاسيكية العثمانية التي استمدت بشكل كبير من التقليد البيزنطي ولاسيما من آيا صوفيا، مزيجًا توفيقيًا من العديد من التأثيرات والتكيفات للاحتياجات العثمانية. استخدمت المساجد الكلاسيكية التي صممها سنان وأولئك الذين جاؤوا من بعده في ما قد يكون الأكثر رمزية بالنسبة للمباني، هيكلًا قائمًا على القبة على غرار هيكل آيا صوفيا، إلا أن النسب تغيرت، وفُتح الجزء الداخلي من الهيكل وتحرر من الأعمدة والعناصر الهيكلية الأخرى التي حُطمت داخل آيا صوفيا وغيرها من الكنائس البيزنطية الأخرى مما أضاف المزيد من الضوء، مع التركيز بشكل أكبر على استخدام الإضاءة والظل وأحجام أكبر من النوافذ. جاءت هذه التطورات في حد ذاتها مزيجًا من التأثر بكنيسة آيا صوفيا والهياكل البيزنطية المماثلة، ونتيجة لتطورات العمارة العثمانية منذ عام 1400 فصاعدًا والتي، على حد قول جودفري جودوين، «حققت بالفعل التفاعل الشاعري بين التصميمات الداخلية المظللة والمضاءة بنور الشمس الذي أسعد لو كوربوزييه».
تغيرت مخططات المسجد خلال الفترة الكلاسيكية وشملت أفنية داخلية وخارجية، وكان الفناء الداخلي عنصرًا لا يمكن فصله عن المسجد. وُلد المعماري الرئيسي للفترة الكلاسيكية المعروف باسم سنان في عام 1489/1490 في قيصرية، وتوفي في إسطنبول في عام 1588. بدأ سنان حقبة جديدة في العمارة العالمية، إذ أنشأ 334 مبنى في مدن مختلفة. كان جامع شاهزاده أول عمل مهم لسنان وقد انتهى بناؤه في عام 1548. يُعد جامع سليمان القانوني والمجمع المحيط به في أدرنة العمل الثاني المهم له الذي بناه لسليمان القانوني. بُني جامع السليمية في أدرنة في الفترة الواقعة بين عامي 1465 و1568، عندما كان سنان في بدايته المعمارية. من بين أشهر أعمال سنان جامع رستم باشا وجامع مهرماه سلطان (أدرنة قابي) وجامع هديم إبراهيم باشا وأضرحة شاهزاده والسلطان سليمان القانوني وركسلانا وسليم الثاني. استمدت معظم الأفكار المعمارية في الفترة الكلاسيكية من العمارة البيزنطية في البلقان المجاورة واعتبرتها قاعدة لها، ثم أُضيفت عناصر عرقية لخلق أسلوب معماري مختلف.
يمكن رؤية أمثلة على العمارة العثمانية في الفترة الكلاسيكية بمعزل عن تركيا في البلقان والمجر ومصر وتونس والجزائر العاصمة، حيث بُنيت المساجد والجسور والنوافير والمدارس.

## فترة التغريب
حلت فترة من السلام في عهد أحمد الثالث (1703- 1730) وفي إطار الزخم الذي قدمه وزيره الأكبر إبراهيم باشا. بدأت حينها العمارة العثمانية تتأثر بأساليب الباروك والروكوكو التي كانت شائعة في أوروبا بسبب العلاقات مع فرنسا. لوحظ أول تطوير لأسلوب الباروك عند السلاجقة الأتراك وذلك بحسب ما جاء به عدد من الأكاديميين، ويمكن مشاهدة الأمثلة على ذلك في مستشفى وجامع ديوريغي الذي يُعد موقعًا للتراث العالمي من قبل اليونسكو، ومن خلال كل من مدرسة سيواس ثنائية المئذنة ومتحف قونية ذو المئذنة الرفيعة وغيرها الكثير. غالبًا ما يُطلق عليها البوابة السلجوقية الباروكية. ظهرت بعدها مرة أخرى في إيطاليا وازدادت شعبيتها فيما بعد بين الأتراك خلال العصر العثماني. أُرسل العديد من الزوار والمبعوثين إلى المدن الأوربية وخاصة إلى باريس لتجربة العادات والحياة الأوروبية المعاصرة. أثرت العناصر الزخرفية للباروك الأوروبي والروكوكو على العمارة الدينية العثمانية. من ناحية أخرى، دعت أخت السلطان سليم الثالث أنطوان إغنايس ميلينج إلى إسطنبول، وهو معماري فرنسي صوّر شواطئ البوسفور وقصور المتعة (يالي) التي تقع بجوار البحر. تحولت جميع الأنظار إلى الغرب خلال فترة ثلاثين عامًا عُرفت باسم عصر الخزامى، وبدلًا من الأعمال الأثرية والكلاسيكية، بُنيت الفلل وأجنحة العرض حول إسطنبول. مع ذلك، استمر في هذا الوقت بناء قصر إسحاق باشا في شرق الأناضول (1685- 1784).

## عصر الخزامى (1703- 1757)
بدأت الطبقة العليا والنخبة في الإمبراطورية العثمانية بدءًا من هذه الفترة باستخدام المناطق المفتوحة والعامة بشكل متكرر، وبالتالي أخذت الطريقة التقليدية والمنطوية للمجتمع تتغير. أصبحت سبل المياه وغيرها من المنشآت المائية مثل جناح آينالي كواك رائجة. أُنشئت قناة مائية ومنطقة نزهة (كاغد خانة) باعتبارها مناطق ترفيهية. أصبح عصر الخزامى نموذجًا لاتجاهات الغرب، على الرغم من أنه انتهى بانتفاضة باترون هليل. انحرفت العمارة العثمانية عن مبادئ العصور الكلاسيكية خلال السنوات بين عامي 1720 و1890. تولى محمود الأول العرش (1730- 1754) بعد وفاة أحمد الثالث، وخلال هذه الفترة بدأ بناء المساجد على الطراز الباروكي.

## فترة الباروك (1757- 1808)
سادت خلال هذه الفترة الخطوط الدائرية والمموجة والمنحنية. من الأمثلة الرئيسية على ذلك جامع نور عثمانية وجامع لاله لي وجامع زينب سلطان وقصر تشاكيرا. كان محمد طاهر المعماري المهم في تلك الحقبة. أُعيد بناء الأضرحة التي تضم قبر يسوع داخل كنيسة القيامة في القدس، وهو أقدس موقع في العالم المسيحي في عام 1810 على الطراز الباروكي العثماني.

## فترة الإمبراطورية (1808- 1876)
من الأمثلة الهامة التي طُورت بالتزامن مع عملية التغريب الحاصلة، جامع النصرتية وجامع أورطة كوي وقبر السلطان محمود وجالاتا لودج من مولوية الدراويش وقصر طولمة باغجة وقصر جراغان وقصر بكلربكي وسعد الله باشا يالي وثكنات كوليلي وثكنات السليمية. كان المعماريون الرائدون في تلك الفترة من عائلة باليان والأخوة فوساتي.

## معرض صور

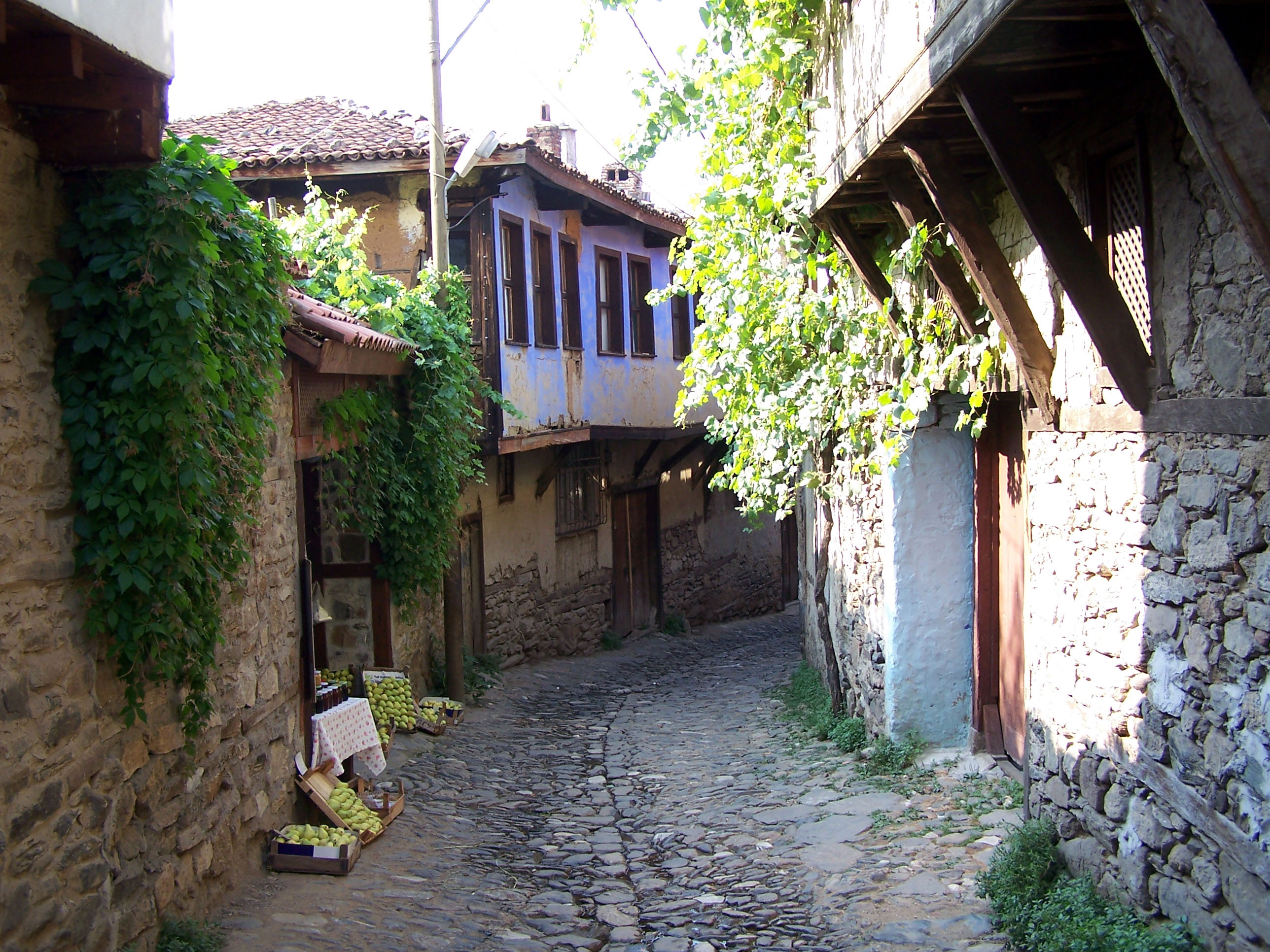
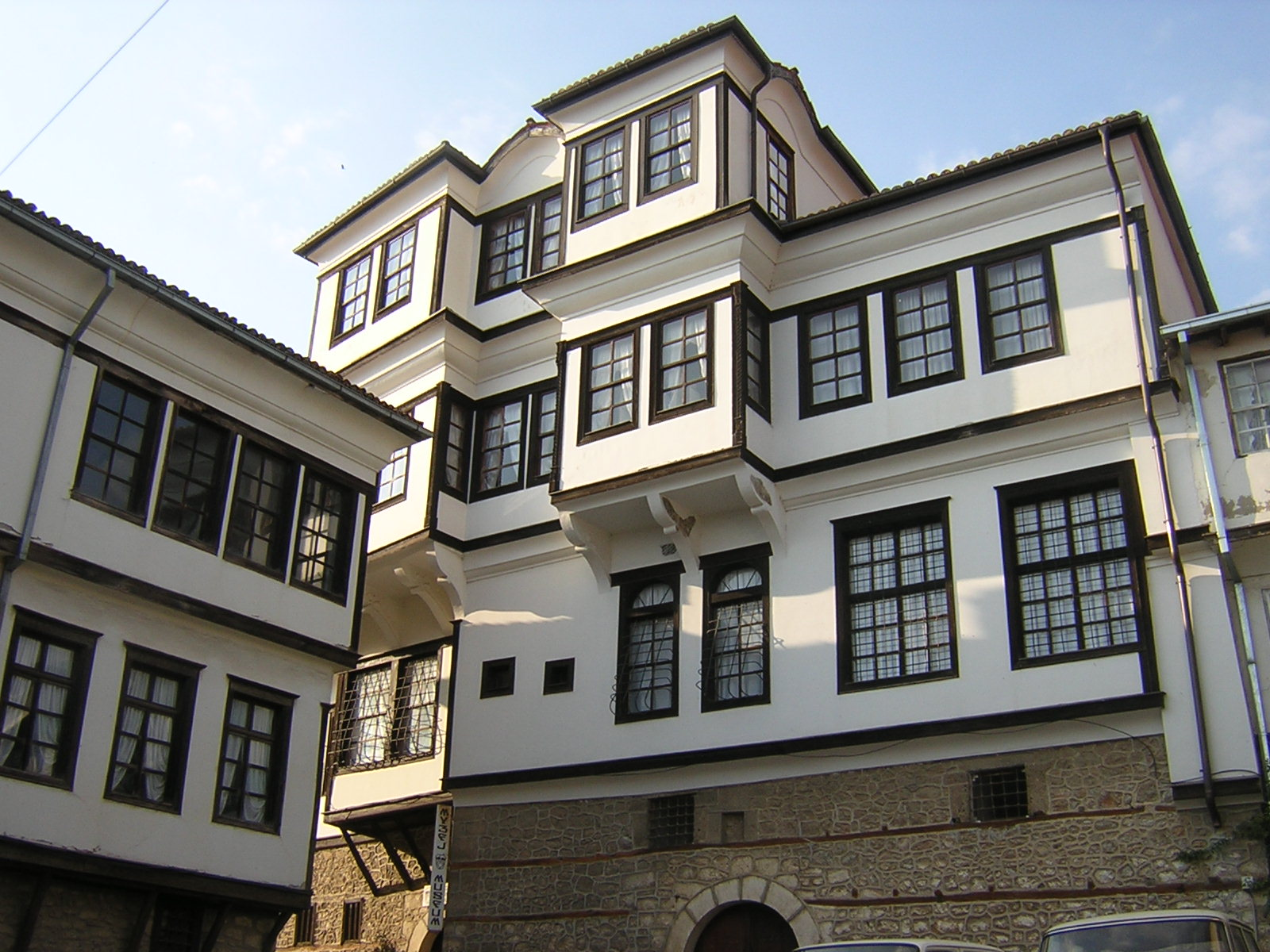
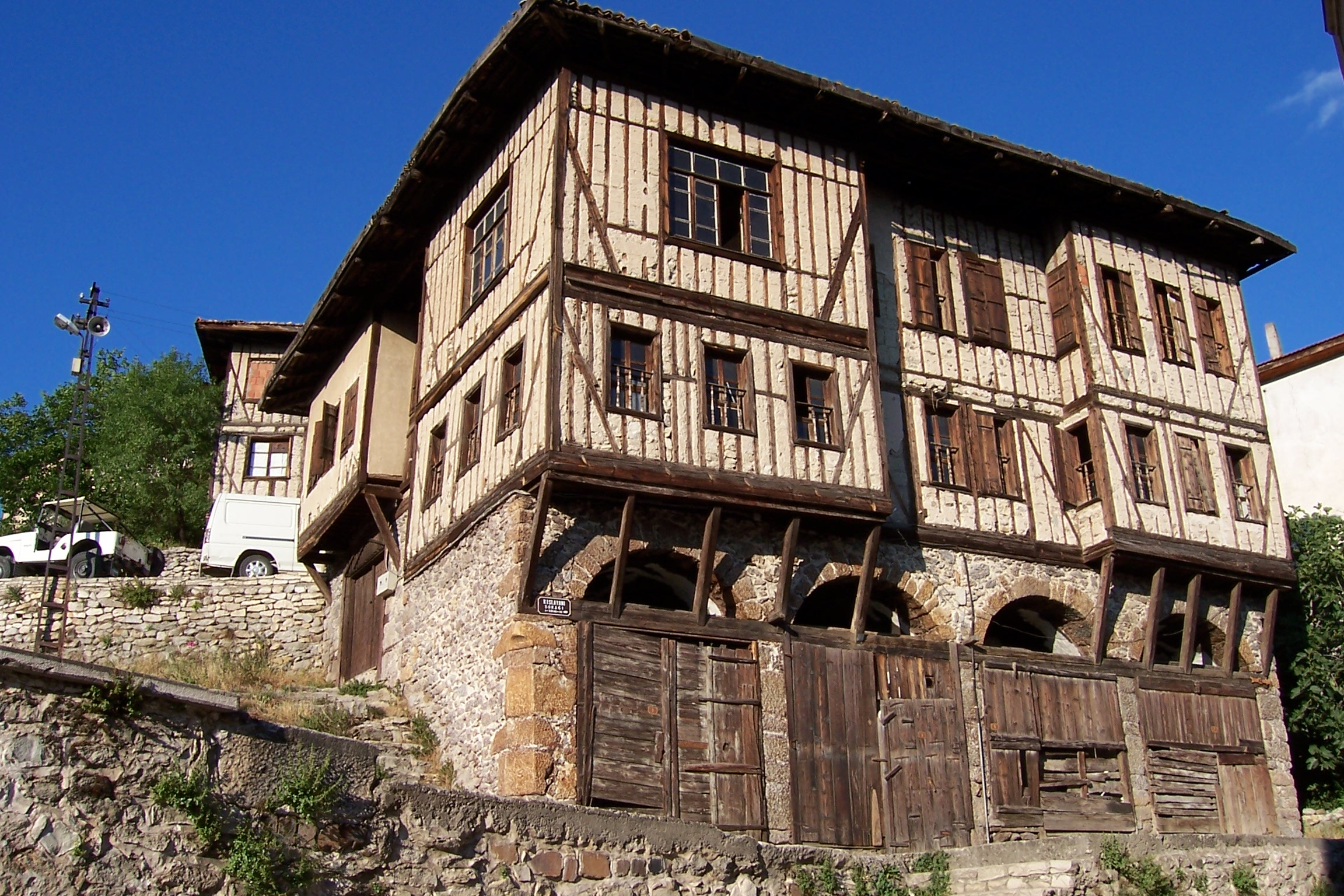
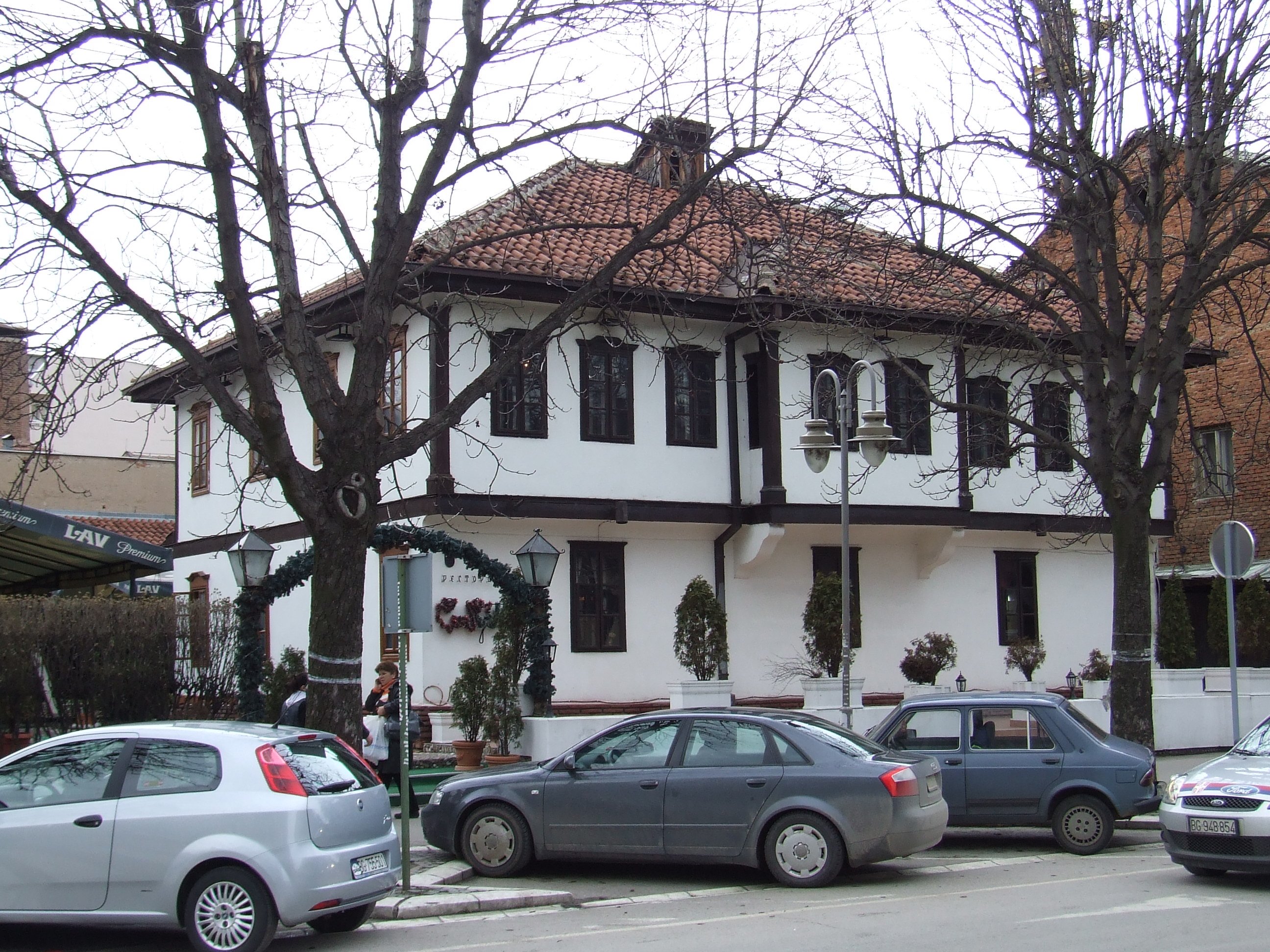
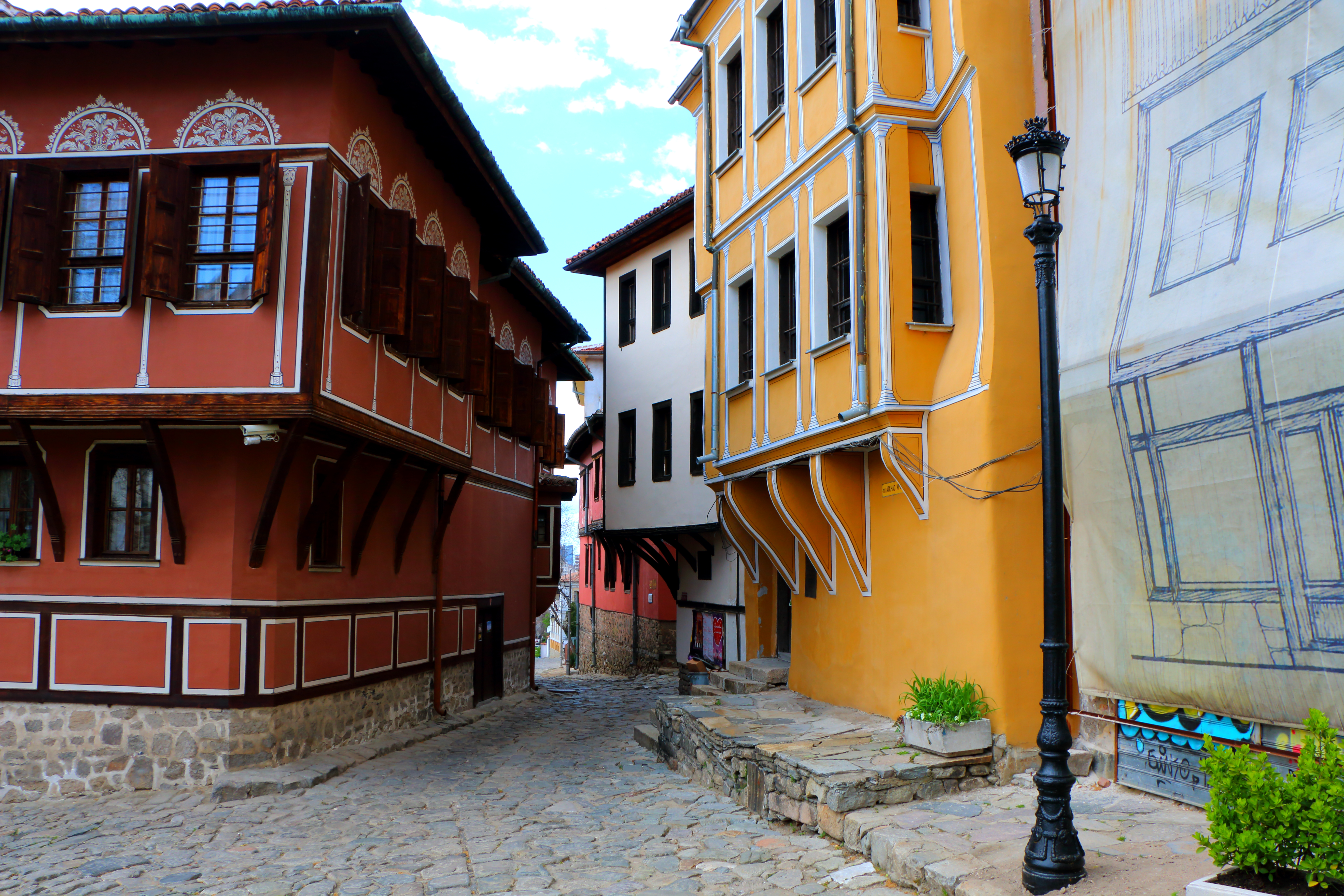